# FC Samgurali Zqaltubo
Der FC Samgurali Zqaltubo (georgisch სკ სამგურალი წყალტუბო) ist ein georgischer Fußballverein aus Zqaltubo.

## Geschichte
Der Verein wurde 1945 gegründet. Bis 2002 spielte die Mannschaft hauptsächlich in der Erovnuli Liga. Fortan spielte man in der zweiten Liga. Ausnahmen bildeten die Saisons 2004 und 2019 – diese verbrachte man in der dritten nationalen Liga. 2020 erreichte man den 2. Platz in der Erovnuli Liga 2 und setzte sich in den folgenden Aufstiegsrelegationsspielen gegen Tschichura Satschchere durch.

## Erfolge
- Georgische Zweitligameisterschaft : 1996

- Georgischer Pokalfinalist: 1999, 2020, 2021